# JSHint
JSHint是一个静态代码分析工具，用于检查JavaScript源代码是否符合编码规范。JSHint由Anton Kovalyov于2011年作为JSLint项目的一个分支创建，而JSLint是由Douglas Crockford创建的。Anton和一些程序员认为JSLint过于“自命不凡”，并且自定义选项过少。JSHint的维护者同时负责维护一个网页引用版本和一个命令行版本。
用户可以通过官方网站访问在线版本，在其中粘贴代码以进行JSHint在线运行。另外，JSHint的命令行版本（作为Node.js的模块发布），允许开发者将其集成到项目的开发工作流程中，从而实现自动化代码检查流程。

## 许可
JSHint是在MIT许可证下发布的，除了一个仍然使用“JSLint许可证”的文件外，该许可是MIT许可的稍作修改版本。许可的附加条款规定软件应用于“善意而非邪恶”。根据自由软件基金会的描述，由于这一条款的存在，这个软件被认为是非自由软件。

## 延伸阅读
- Zakas, Nicholas.  1. O'Reilly Media. May 2012  [2019-06-26]. ISBN 978-1-449-32768-2. （原始内容存档于2017-03-04）.
- Otero, Cesar.  1. John Wiley & Sons. May 2012  [2019-06-26]. ISBN 978-1-118-02668-7. （原始内容存档于2017-03-04）.
- Ullman, Larry.  1. Peachpit Press. February 2012  [2019-06-26]. ISBN 978-0321812520. （原始内容存档于2017-03-04）.
- . IProgrammer. February 21, 2011  [June 6, 2012]. （原始内容存档于2011-02-23）.